# Pool (Kongo)
Pool ist ein Departement der Republik Kongo mit der Hauptstadt Kinkala. Benannt ist es nach dem Pool Malebo (früher Stanley-Pool), einem See, zu dem sich der Fluss Kongo bei Kinshasa aufstaut.

## Geographie
Das Departement liegt im Südosten des Landes und erstreckt sich nördlich und westlich der Hauptstadt Brazzaville. Es grenzt im Norden an das Departement Plateaux, im Nordwesten an das Departement Lékoumou, im Südwesten an das Departement Bouenza und im Süden und Osten an die Republik Kongo sowie an den Hauptstadtdistrikt Brazzaville.
Die nördliche Grenze, zu dem Departement Plateaux, bildet dabei der Fluss Léfini. Die Westgrenze zu dem Departement Lékoumou wird großteils vom Fluss Bouenza gebildet, und die Südwestgrenze zum Departement Bouenza vom Niari (Kouilou) und seinem Quellfluss Ndoue.